# Повний провал (Доктор Хаус)
«Повний провал» (англ. Epic Fail)  — друга серія шостого сезону американського телесеріалу «Доктор Хаус». Прем'єра епізоду проходила на каналі FOX 28 вересня 2009. Форман, Тауб і Тринадцята мають врятувати чоловіка, що працює в ігровій індустрії і вважає, що інтернет поставить йому точніший діагноз, ніж лікарі.

## Сюжет
Під час тестування віртуальної реальності у Вінсента починають горіти долоні. Хаус вирішує звільнитись, а Вілсон просить його переїхати до себе у квартиру. Форман просить Кадді призначити його на Хаусове місце. Нова команда бере Вінсента, як пацієнта і Форман наказує перевірити на комплексний регіональний больовий синдром та зробити спинномозкове стимулювання. Пацієнт перечитав декілька статей в інтернеті і вважає, що у нього отруєння ртуттю. Він просить зробити відповідний аналіз крові, який виявляється негативним. Хаус вирішує звернутися по пораду до доктора Нолана і той радить йому завести хобі. Хаус вирішує зайнятися кулінарією. Пацієнт дає дозвіл на стимулювання, але під час нього легені наповнюються рідиною. Аналізи показали, що проблема у серці.
Форман думає, що чоловік міг вживати наркотики і запитує у нього. Але Вінсент каже, що покинув вживати ще 12 років тому. Форман наказує перевірити кабінет чоловіка. Тринадцята і Тауб дізнаються, що для гри пацієнт вивчав птахів, а це вказує на орнітоз. Але коли прийшли до пацієнта, вони дізнаються, що у нього ерекція вже три години. Форман вважає, що у чоловіка тромбоцитоз, але Вінсент покликав лікарів з інших лікарень і один з них думає, що у йому потрібно зробити МРТ голови, оскільки думає, що у нього пухлина мозку. МРТ не виявляє пухлину, тому Форман наказує почати лікування від тромбоцитозу. Згодом у чоловіка набрякають лімфовузли. За думкою лікарів, яким за правильний діагноз Вінсет заплатить $ 25 000, у чоловіка амілоїдоз і він хоче зробити аналіз. Форман каже, що зробить біопсію печінки за для перевірки, але після цього пацієнт дасть себе лікувати професіоналам. Проте результат підтверджує амілоїдоз і Форман наказує почати лікування. Хаусу не допомагає готування різних страв і біль у нозі посилюється. Вілсон бере сечу Хауса на аналіз і розуміє, що той щось вживає. Хаус заперечує це і дає ще один аналіз сечі.
У Вінсента починають галюцинації і команда розуміє, що вони спричинені підвищеною температурою. А це говорить про те, що у нього не амілоїдоз. Жарознижувальні препарати не допомагають і пацієнта садять у холодну вану. Форман думає, що у нього розлад імуноглобуліну. Форман запевняє пацієнта, що йому потрібна сильна хімієтерапія і той погоджується. Але Форман розуміє, що у пацієнта мали зморщитись кінцівки після лежання у воді, а цього не сталось. У нього хвороба Фабрі, але Тринадцята каже, що недавно зрозуміла це самостійно, оскільки прочитала думку ще одного лікаря, який поставив діагноз Вінсету по інтернету. Форман знає, що не може бути начальником для своєї дівчини і звільняє Тринадцяту, Тауб звільняється сам. Хаус розповідає Нолану, що побачив справу Вінсента в інтернеті і поставив правильний діагноз. Через це його нога перестала боліти. Нагороду, яку отримав за діагноз, Хаус передав лікарні Мейфілда. Нолан радить Хаусу повернутися до своєї роботи.